# Spinoclosterium cuspidatum
Spinoclosterium cuspidatum là một loài Song tinh tảo trong họ Desmidiaceae, thuộc chi Spinoclosterium.